# Gerrit Cornelis Berkouwer

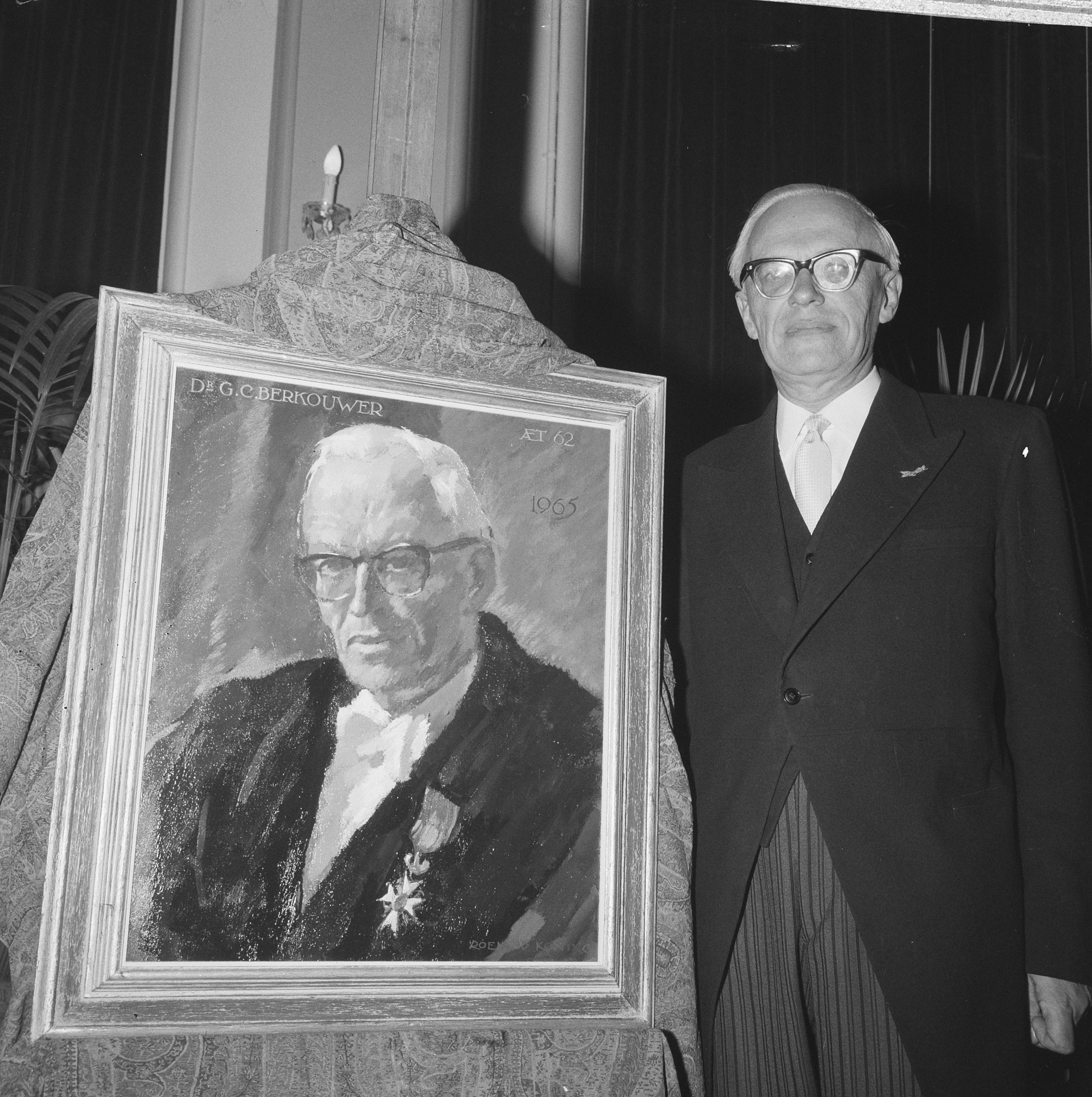
Berkouwer (1965)

Gerrit Cornelis Berkouwer (ur. 8 czerwca 1903 w Amsterdamie, zm. 25 stycznia 1996 w Voorhout) – holenderski teolog reformowany.

## Życiorys
Gerrit Berkouwer studiował teologię na Wolnym Uniwersytecie w Amsterdamie, po czym został pastorem Holenderskiego Kościoła Zreformowanego (Gereformeerde Kerken in Nederland). Następnie wrócił na uniwersytet, gdzie od 1945 roku do przejścia na emeryturę był profesorem dogmatyki. Od 1953 był członkiem Królewskiej Holenderskiej Akademii Sztuk i Nauk.

Berkouwer nie napisał całościowego opracowania teologii systematycznej, jest jednak autorem cyklu czternastu studiów dogmatycznych. Napisał również kilka dzieł na temat teologii Karla Bartha, do której niektórych aspektów był krytyczny. Podkreślał duszpasterski wymiar teologii.
Był obserwatorem na Soborze Watykańskim II.